# سراج‌الدین سگزی
سراج الدین سگزی، متخلص به سراجی از قصیده سرایان و شاعران نامدار نیشابوری سیستانی الاصل است که در نیمه اول قرن هفتم هجری قمری می زیسته است.
دکتر ذبیح الله صفا ضمن تحلیلی از شعر سراج، در شرح احوال وی چنین می‌گوید: سراجی سگزی شاعری قصیده سرا و مداح بود. از اشعار او پیداست که وی سجزی «سیستانی» بوده و شاعری را در سیستان آغاز کرده‌است.سراجی را به جهت توانمندی زیادش در بکارگیری ردیف‌های سخت اسمی، فعلی و جمله‌ای مصارع الشعرا نامیده‌اند. او به زبان عربی مسلط بوده‌است و از حکمت و نجوم هم بهره برده است.
| آتشی دارم به دل، از آن دولعل آبدار    |  | باد تا زلفش پریشان کرد، گشتم خاکسار   |
| خاک ره گل می‌شود، از آن آب چشمم تا چرا |  | آتش اندر من زد و رفت، از بر من بادوار |

اما فریدون گرایلی در کتاب مشاهیر نیشابور  محل تولد او را سگزآباد نیشابور دانسته  و چون مدتی هم در سیستان می زیسته، در مورد محل تولد اختلاف به وجود آمده‌است.البته خود سراح الدین  در اشعارش به خراسانی بودن خودش اشاره می‌کند:
| مصطفا خلقی خداوندا سراجی در صفت   |  | جان فشانی مر مدیحت را چو حسّان در رسید |
| فخر در مکران نمودند در هوای خدمتت |  | گرچه اصل پاکش از خاک خراسان در رسید   |

.
سراجی سگزی از شاعران معروف، توانا و چیره دست زمان خود بوده که در دوره‌های بعدی دیوان وی مورد بی توجهی واقع گردیده ، و هیچ گونه تصحیح و چاپی از دیوان او صورت نپذیرفته و شاید علت اصلی مغفول بودن این شاعر آن است که بخش عمده‌ای از زندگانی خود را در خارج از ایران و در دربارهای ممالیک دهلی  به سر برده است. معلومات این شاعر بسیار وسیع بوده و با مطالعه دیوان وی میزان آگاهی و اشراف وی بر علوم عصر مانند حکمت، فلسفه، علوم عقلی و نقلی، ریاضی، ادب عرب، قرآن، حدیث، اصطلاحات علم شطرنج، خط، عروض و غیره تبیین می گردد .

## منبع
- حیدرعلی دهمرده – وحید کیخا مقدم – عبدل علی اویسی (۱۳۸۰)، کتاب شاعران سیستان، ناشر روابط عمومی دانشگاه زابل